# Црквеноопштински управни одбор
Црквеноопштински управни одбор је извршна (управна и надзорна) власт у пословима спољашње црквене управе у црквеној општини и извршни орган црквеноопштинског савјета.

## Састав
Црквеноопштински управни одбор чине 6 до 12 чланова, према броју чланова у црквеноопштинском савјету и осталим приликама у црквеној општини.
У црквеноопштински управни одбор улазе предсједник и потпредсједник црквеноопштинског савјета у истом својству по свом положају, као и парох односно најстарији старјешина цркве, члан црквеноопштинског савјета. Остале чланове црквеноопштинског управног одбора, као и једнак број замјеника, бира црквеноопштински савјет из своје средине на шест година. Број чланова црквеноопштинског управног одбора у појединим црквеним општинама одређује епархијски управни одбор.
Црквеноопштински управни одбор може пуноважно рјешавати ако је у сједници присутна већина чланова. Одлуке се доносе простом већином гласова присутних чланова. Ако су гласови подједнако подијељени одлучује глас предсједника.

## Дјелокруг
Црквеноопштински управни одбор:
- чува и штити углед и интересе Цркве и црквене општине;
- потпомаже црквену власт у религиозно-моралном и културно-просвјетном подизању и васпитању припадника православне цркве, а нарочито омладине, у чувању и његовању корисних и лијепих обичаја, као и у искорјењивању рђавих и штетних навика;
- извршује одлуке црквеноопштинског савјета и наредбе претпостављених црквених власти;
- сарађује са парохом при изради црквених бирачких спискова;
- поставља и отпушта црквеноопштинско службено особље, сем црквеног појца и црквењака;
- пази да уживаоци црквених добара ова држе у добром стању;
- саставља инвентар покретног и непокретног имања и по један примјерак сваке године доставља епархијском управном одбору;
- управља црквеном имовином и стара се о њеном унапређењу; брине се да се фондовске, задужбинске (закладне) имовине употребљавају у сврхе којима су намијењене;
- обезбјеђује законским исправама о праву својине црквену непокретну имовину и осигурава је од пожара, а по потреби и од других елементарних непогода;
- стара се у споразуму са парохом о потребним средствима за вршење богослужења, одржавање, снабдјевање и украшавање храмова, парохијских домова, звоника, гробља и дворишта; води бригу о изналажењу средстава и спремању предрачуна и планова које подноси црквеноопштинском савјету, затим епархијским властима на коначно одобрење, за градњу и подизање нових храмова, парохијских домова и других црквеноопштинских зграда;
- води бригу о уредном плаћању пореза и свих других обавезних дажбина, које су законом одређене;
- прегледа свака три мјесеца, а по потреби и чешће, рачуне благајника и тутора, као и других рачунополагача и настоји да они врше своју дужност тачно и савјесно;
- саставља и предлаже црквеноопштинском савјету годишње предрачуне расхода и прихода црквеноопштинских, а тако исто склапа и сређује завршне рачуне и подноси их са инвентарима црквеноопштинском савјету на преглед и даљу надлежност;
- чини приједлоге, молбе и представке вишим црквеним властима о свима својим потребама;
- подноси крајем сваке године извештај црквеноопштинском савјету о своме раду, и
- стара се да сувишан новац не лежи у црквеној каси већ да га искоришћује на најсигурнији и најподеснији начин за интересе Цркве; о величини суме која се може у каси држати одлучује сам одбор према својим потребама.